# All for Nothing
"All for Nothing" é uma canção da banda de rock norte-americana Linkin Park com a participação do guitarrista e cantor americano Page Hamilton, da banda de metal alternativo Helmet. A faixa está presente no sexto álbum de estúdio de Linkin Park, The Hunting Party (2014), e aparece no álbum como a segunda faixa. Ela entrou na parada UK Rock & Metal Chart do Reino Unido na 23.ª posição, embora não tenha sido lançada como single. A canção foi escrita pela banda e produzida pelo co-vocalista Mike Shinoda e pelo guitarrista Brad Delson. Ela faz parte da trilha sonora do jogo eletrônico Pro Evolution Soccer 2015 (2014).

## Composição
Em uma prévia do álbum realizada por Liz Ramanand, da Loudwire, "All for Nothing" foi explicada como: "Esta, quando for tocada ao vivo, com certeza vai agitar o público. Com um fluxo de hip-hop no primeiro verso, isso rapidamente se transforma em quase um hino punk. A música é implacável e sem remorsos, com um solo de guitarra estelar de Brad Delson. Não é nenhuma surpresa que esta música pesada seja hardcore, especialmente porque conta com a participação da vocalista e guitarrista do Helmet, Page Hamilton."

## Recepção
Em uma análise faixa por faixa do The Hunting Party, realizada pela Billboard, a música recebeu uma avaliação positiva e é explicada como: "As guitarras continuam pesadas, mas a bateria desacelera e balança apenas o suficiente para Shinoda fazer algumas rimas ágeis sobre se recusar a obedecer ordens. Realmente não importa contra quem ele está protestando — isso é desafio pelo desafio. Esse é Page Hamilton do Helmet no refrão, dando credibilidade mais do que qualquer outra coisa."

## Desempenho nas tabelas musicais
| Tabela musical (2014)                     | Melhor posição |
| ----------------------------------------- | -------------- |
| Reino Unido (UK Rock & Metal Chart — OCC) | 23             |